# St. Galler Kantonalbank Arena
La St. Galler Kantonalbank Arena, conosciuta in passato come Eishalle Lido, è il più importante stadio per hockey su ghiaccio di Rapperswil-Jona, in Svizzera, e ospita le partite casalinghe della squadra locale, i Rapperswil-Jona Lakers.
Inaugurata nel 1987, è in grado di ospitare circa 6 100 spettatori. Nel 2005, insieme alla ristrutturazione societaria, fu rinnovato anche lo stadio, e la famosa società di carte di credito Diners Club finanziò i lavori con 1,5 milioni di franchi, la pista venne rinominata Diners Club Arena. Nel 2016 la banca cantonale di San Gallo diviene il nuovo sponsor principale della pista e il nome dell'impianto cambia in St. Galler Kantonalbank Arena.